# Duwarín
Duwarín fue un tebeo mensual de 65 páginas, editado por la empresa Duward, gratuito para los socios del Club Duward (sección juvenil). El primer número apareció en julio del 1961 y durante 45 meses se publicó hasta principios del año 1965.

## Contenido
Las portadas solían estar compuestas por ilustraciones, aunque en algunos números aparecían fotografías de famosos de la época, como Marisol en el número 19 de enero de 1963. 
En sus páginas interiores, abundaban más los textos que las historietas, pudiéndose encontrar chistes, noticias de actualidad, magia o cine. Entre sus historietas, muchos de ellas procedentes de la agencia Ibergraf, destacaban las de Jaime Brocal Remohí, José Cabrero Arnal, Gárchez, José Luis de la Fuente o Zata entre otros:
| Años | Números | Título                                          | Guionista                 | Dibujante           | Procedencia            |
| ---- | ------- | ----------------------------------------------- | ------------------------- | ------------------- | ---------------------- |
| 1961 |         | Los tramperos de Arkansas                       |                           | Bielsa              | Nueva                  |
| 1961 |         | El Llano de los Gigantes                        | Adolfo Sarabia            | Bielsa              | Nueva                  |
| 1961 |         | El intrépido Sven Hedin                         |                           | Bielsa              | Nueva                  |
| 1962 |         | Capitán Martín, de la Patrulla de los Diamantes | José Mallorquí            | Zata                |                        |
| 1956 |         | Tom y Terry y su mascota Silvi                  | Federico Amorós, J. Feliu | José Grau           | 3 amigos (1956)        |
| 1963 |         | Fábulas                                         |                           | Cruz Delgado        | Nueva, pasó a Gulliver |
| 1964 |         | Montana                                         | Jarber                    | Manuel López Blanco | Nueva                  |